# Langenau
Langenau è un comune tedesco di 14 235 abitanti, situato nel land del Baden-Württemberg.
È attraversata da direzione ovest verso est dal fiume Nau.